# Portretno slikarstvo
Portretno slikarstvo je žanr v slikarstvu, kjer je namen predstaviti določen človeški subjekt. Izraz »portretna slika« lahko opiše tudi dejanski naslikan portret. Portretisti lahko ustvarjajo svoja dela po naročilu, za javne in zasebne osebe ali pa jih navdihuje občudovanje ali naklonjenost subjektu. Portreti pogosto služijo kot pomembni državni in družinski zapisi ter spomini.
Zgodovinsko gledano so portretne slike spominjale predvsem na bogate in močne. Sčasoma pa je postalo pogosteje, da so pokrovitelji srednjega razreda naročali portrete svojih družin in sodelavcev. Danes portretne slike še vedno naročajo vlade, korporacije, skupine, klubi in posamezniki. Portrete lahko poleg slikanja izdelamo tudi v drugih medijih, kot so grafika (vključno jedkanica in litografija), fotografija, video in digitalni mediji.
Morda se zdi očitno, da je namen naslikanega portreta ustvariti podobnost portretirancev, ki je prepoznavna tistim, ki so jih videli, in je v idealnem primeru zelo dober zapis njihovega videza. Pravzaprav je ta koncept počasi rasel in trajala so stoletja, da so umetniki v različnih tradicijah pridobili posebne veščine za slikanje dobre podobe.

## Tehnika in praksa
Od dobro izvedenega portreta se pričakuje, da prikaže notranje bistvo subjekta (z umetnikovega vidika) ali laskavo predstavitev, ne le dobesedno podobo. Kot je dejal Aristotel, »Cilj umetnosti ni predstaviti zunanjega videza stvari, temveč njihov notranji pomen; kajti to, ne zunanji način in podrobnosti, sestavlja pravo resničnost.« Umetniki lahko težijo k fotografskemu realizmu ali impresionistično podobnost pri upodabljanju subjekta, vendar se ta razlikuje od karikature, ki skuša karakter razkriti s pretiravanjem fizičnih značilnosti. Umetnik na splošno poskuša reprezentativno portretirati, kot je izjavil Edward Burne-Jones: »Edini izraz, ki je dovoljen v velikem portretu, je izražanje značaja in moralne kakovosti, ne česar koli začasnega, minljivega ali naključnega.«
V večini primerov je to posledica resnega strmenja z zaprtimi ustnicami, pri čemer je bilo kaj več kot rahel nasmeh v zgodovini precej redko. Ali kot je rekel Charles Dickens, »obstajata samo dva sloga portretnega slikanja: resen in nasmešen.« Tudi ob upoštevanju teh omejitev je možen celoten razpon subtilnih čustev od tihe grožnje do nežnega zadovoljstva. Ker pa so usta relativno nevtralna, je treba velik del obrazne mimike ustvariti skozi oči in obrvi. Kot pravi avtor in umetnik Gordon C. Aymar, so »oči kraj, kjer iščemo najbolj popolne, zanesljive in ustrezne informacije« o temi. In obrvi lahko »skoraj z eno roko zabeležijo začudenje, pomilovanje, strah, bolečino, cinizem, koncentracijo, hrepenenje, nezadovoljstvo in pričakovanje v neskončnih variacijah in kombinacijah.«
Portretna slika lahko upodablja motiv »po celotni višini« (celo telo), »poldolžini« (od glave do pasu ali bokov), »glavi in ramenih» (prsi) ali samo glavi. Subjektova glava se lahko obrne iz »celega obraza« (pogled od spredaj) v pogled iz profila (pogled od strani); »tričetrtinski pogled« (»dvotretjinski pogled«) je nekje vmes, od skoraj čelnega do skoraj profilnega (ulomek je vsota profila [polovice obraza] in četrtine druge strani obraza; ali pa je kvantificiran 2⁄3, kar tudi pomeni, da je ta delni pogled več kot polovica obraza). Občasno so umetniki ustvarili kompozite s pogledi iz več smeri, na primer s trojnim portretom Karla I. v treh položajih Anthonisa van Dycka. Obstaja celo nekaj portretov, kjer sprednji del subjekta sploh ni viden. Kristinin svet (1948) Andrewa Wyetha je znan primer, kjer se poza invalidne ženske – s hrbtom obrnjena proti gledalcu – integrira z okoljem, v katerem je postavljena, da posreduje umetnikovo interpretacijo.
Med drugimi možnimi spremenljivkami je subjekt lahko oblečen ali gol; v zaprtih prostorih ali zunaj; stoječe, sedeče, ležeče; celo na konju. Portreti so lahko posamezniki, pari, starši in otroci, družine ali kolegialne skupine. Ustvarite jih lahko v različnih medijih, vključno z oljem, akvarelom, peresom in tušem, svinčnikom, ogljem, pastelom in mešano tehniko. Umetniki lahko uporabijo široko paleto barv, kot pri Gospe Charpentier in njeni otroci Pierre-Auguste Renoir, 1878 ali pa se omejijo na večinoma belo ali črno, kot pri Portretu Georgea Washingtona Gilberta Stuarta (1796).
Včasih je celotna velikost portreta pomembna točka. Ogromni portreti Chucka Closea, ustvarjeni za muzejsko razstavo, se močno razlikujejo od večine portretov, zasnovanih tako, da se prilegajo domu ali zlahka potujejo z naročnikom. Umetnik pogosto upošteva, kje bo visel končni portret ter barve in slog okoliškega dekorja.
Ustvarjanje portreta lahko traja precej časa, običajno zahteva več sedenj. Paul Cézanne je na eni skrajnosti vztrajal pri več kot 100 sedenj svojega predmeta. Goya pa je imel raje enodnevno sedenje. Povprečje je približno štiri. Portretisti včasih svojim portretirancem predstavijo portfelj risb ali fotografij, iz katerih bi ta izbral želeno pozo, tako kot Sir Joshua Reynolds. Nekateri, kot je Hans Holbein mlajši, naredijo risbo obraza, nato pa dokončajo preostali del slike brez subjekta. V 18. stoletju je navadno trajalo približno eno leto, da se dokončan portret dostavi stranki.
Obvladovanje pričakovanj in razpoloženja portretiranca je resna skrb za portretista. Kar zadeva zvestobo portreta gledalčevemu videzu, so portretisti praviloma dosledni v svojem pristopu. Stranke, ki so poiskale sira Joshuo Reynoldsa, so vedele, da bodo prejele laskav rezultat, medtem ko so skrbniki Thomasa Eakinsa vedeli, da pričakujejo realističen, neprizanesljiv portret. Nekateri subjekti izražajo močne želje, drugi prepuščajo umetniku, da se v celoti odloči. Oliver Cromwell je slavno zahteval, da mora njegov portret prikazati »vse te hrapavosti, mozolje, bradavice in vse, kar me vidite, drugače ne bom nikoli plačal niti faringa za to.«
Potem ko je portretiranca pomiril in spodbudil k naravni pozi, umetnik proučuje svoj subjekt in med številnimi možnostmi išče tisti obrazni izraz, ki bi zadovoljil njegovo predstavo o bistvu portretiranca. Drža subjekta je prav tako skrbno premišljena, da razkrije čustveno in fizično stanje varuha, kot tudi kostum. Da bo ostal angažiran in motiviran, bo spreten umetnik pogosto ohranil prijetno vedenje in pogovor. Élisabeth Vigée-Lebrun je svetovala kolegom umetnikom, naj laskajo ženskam in pohvalijo njihov videz, da bi pridobili njihovo sodelovanje na seji.
Ključno za uspešno izvedbo portreta je obvladovanje človeške anatomije. Človeški obrazi so asimetrični in spretni portretisti to reproducirajo s subtilnimi razlikami med levo in desno. Umetniki morajo poznati strukturo kosti in tkiva, da naredijo prepričljiv portret.
Za kompleksne kompozicije lahko umetnik najprej naredi popolno skico s svinčnikom, tušem, ogljem ali oljem, kar je še posebej uporabno, če je portretiranec na voljo omejen čas. V nasprotnem primeru je splošna oblika nato groba podoba skicirana na platno s svinčnikom, ogljem ali tankim oljem. V mnogih primerih je obraz najprej dokončan, ostalo pa šele nato. V ateljejih mnogih velikih portretistov je mojster naredil samo glavo in roke, medtem ko so oblačila in ozadje dokončali glavni vajenci. Bili so celo zunanji strokovnjaki, ki so se ukvarjali s posebnimi predmeti, kot so draperije in oblačila, kot je Joseph van Aken. Nekateri umetniki so v preteklosti uporabljali laične figure ali lutke, da bi pomagali vzpostaviti in izvesti pozo in oblačila. Uporaba simbolnih elementov, nameščenih okoli subjekta (vključno z znaki, gospodinjskimi predmeti, živalmi in rastlinami), je bila pogosto uporabljena za kodiranje slike z moralnim ali verskim značajem subjekta ali s simboli, ki predstavljajo njegov poklic, interese ali družbeno stanje. Ozadje je lahko popolnoma črno in brez vsebine ali polna scena, ki varuško postavi v njihov družbeni ali rekreacijski milje.
Avtoportreti so običajno narejeni s pomočjo ogledala, končni rezultat pa je portret v zrcalni podobi, obrat tistega, kar se zgodi pri običajnem portretu, ko si gledalec in umetnik stojita nasproti drugega. Na avtoportretu se zdi, da umetnik z desnico drži čopič v levi roki, razen če umetnik namerno popravi sliko ali med slikanjem uporabi drugo vzvratno ogledalo.
Občasno je naročnik ali naročnikova družina nezadovoljna z nastalim portretom in umetnik se ga je prisiljen ponovno dotakniti ali prenoviti ali odstopiti od naročila brez plačila, pri čemer trpi zaradi ponižanja neuspeha. Slavni Portret Madame Récamier Jacquesa-Louisa Davida, ki je bil izjemno priljubljen na razstavah, je bil zavrnjen s strani subjekta, prav tako kot razvpiti Portret Madame X Johna Singerja Sargenta. Celopostavni portret Johna Trumbulla, General George Washington v Trentonu, je zavrnil odbor ki ga je naročil. Slavni bodičasti Gilbert Stuart je nekoč odgovoril na naročnikovo nezadovoljstvo s portretom svoje žene z odvrnitvijo: »Prinesel si mi krompir, pričakuješ pa breskev!«
Uspešen portret pa lahko pridobi dosmrtno hvaležnost stranke. Grof Balthazar je bil tako zadovoljen s portretom svoje žene, ki ga je ustvaril Rafael, da je umetniku rekel: »Tvoja podoba ... sama lahko olajša moje skrbi. Ta podoba je moje veselje; ji usmerjam svoj nasmeh, to je moje veselje.«

## Zgodovina

### Antika
Korenine portretiranja najverjetneje najdemo v prazgodovini, čeprav je le malo teh del preživelo do danes. V umetnosti starih civilizacij rodovitnega polmeseca, zlasti v Egiptu, je veliko upodobitev vladarjev in vladarjev kot bogov. Vendar pa je bila večina teh narejenih na visoko stiliziran način, večina pa v profilu, običajno na kamnu, kovini, glini, mavcu ali kristalu. Egipčansko portretiranje je dajalo relativno malo poudarka podobnosti, vsaj do obdobja Ehnatona v 14. stoletju pr. n. št. Portretno slikanje uglednih osebnosti na Kitajskem verjetno sega v več kot 1000 pr. n. št., čeprav nobeden ni preživel iz te dobe. Obstoječi kitajski portreti segajo približno v leto 1000 našega štetja, vendar podobnosti niso veliko poudarjali vse do nekaj časa po tem.
Iz literarnih dokazov vemo, da je starogrško slikarstvo vključevalo portrete, pogosto zelo natančne, če gre verjeti hvali piscev, vendar naslikanih primerov ni ostalo. Izklesane glave vladarjev in slavnih osebnosti, kot je Sokrat, so preživele v določeni količini in tako kot individualizirani doprsni kipi helenističnih vladarjev na kovancih kažejo, da je grški portret lahko dosegel dobro podobo, subjekti, vsaj literarne osebe, pa so bili upodobljeni z relativno malo laskanja – Sokratovi portreti kažejo, zakaj je imel sloves grdega. Nasledniki Aleksandra Velikega so začeli dodajati njegovo glavo (kot pobožanstveno figuro) na svoje kovance in kmalu začeli uporabljati svoje.
Rimsko portretiranje je prevzelo tradicijo portretiranja Etruščanov in Grkov ter razvilo zelo močno tradicijo, povezano z njihovo versko uporabo portretov prednikov, pa tudi z rimsko politiko. Tudi nekaj naslikanih ostankov, v portretih iz Fajuma, grobnica Aline in Severski tondo, vsi iz Egipta pod rimsko vladavino, so očitno provincialne produkcije, ki odražajo grške in ne rimske sloge, vendar imamo veliko izklesanih glav, vključno s številnimi individualizirani portreti iz grobnic srednjega razreda in na tisoče vrst portretov na kovancih.
Največjo skupino naslikanih portretov predstavljajo pogrebne slike, ki so se ohranile v suhem podnebju egiptovskega okrožja Fajum in izvirajo iz 2. do 4. stoletja našega štetja. To so skoraj edine slike iz rimskega obdobja, ki so se ohranile, razen fresk, čeprav je iz spisov Plinija Starejšega znano, da je bilo portretno slikarstvo dobro uveljavljeno v grških časih in da so se s tem ukvarjali tako moški kot ženske. Plinij se je v svojih časih pritoževal nad propadajočim stanjem rimske portretne umetnosti: »Portretno slikanje, ki je skozi stoletja prenašalo natančne podobe ljudi, je popolnoma izginilo ... Brezbožnost je uničila umetnost.« Ti portreti v celoten obraz iz rimskega Egipta so srečne izjeme. Predstavljajo nekoliko realističen občutek za sorazmerje in posamezne podrobnosti (čeprav so oči na splošno prevelike in se umetniška spretnost od umetnika do umetnika precej razlikuje). Fajumske portrete so naslikali na les ali slonovino v barvah voska in smole (enkavstika) ali s tempero ter jih vstavili v ovoj mumije, da ostanejo s telesom skozi večnost.
Medtem ko se je samostojno portretno slikarstvo v Rimu zmanjšalo, je umetnost portreta cvetela v rimskih skulpturah, kjer so gledalci zahtevali realizem, četudi nelaskav. V 4. stoletju je prevladoval kiparski portret z umikom v korist idealiziranega simbola tega, kako je ta oseba izgledala. (Primerjaj portreta rimskih cesarjev Konstantina I. in Teodozija I.) V pozni antiki je zanimanje za posamezno podobo precej upadlo in večina portretov v poznorimskih kovancih in konzularnih diptihih sploh ni individualizirana, čeprav je hkrati zgodnjekrščanska umetnost razvijala dokaj standardizirane podobe za upodobitev Jezusa in drugih glavnih osebnosti krščanske umetnosti, kot sta Janez Krstnik in sveti Peter.

### Srednji vek
Večina zgodnje srednjeveških portretov je bila portretov donatorjev, sprva večinoma papežev v rimskih mozaikih in iluminiranih rokopisih, primer je avtoportret pisateljice, mistika, znanstvenice, iluminatorke in glasbenice Hildegarde iz Bingna (1152). Kot pri sodobnih kovancih je bilo malo poskusov podobe. Kamniti nagrobni spomeniki so se razširili v obdobju romanike. Med letoma 1350 in 1400 so se posvetne osebe ponovno začele pojavljati na freskah in tabelnem slikarstvu, kot na primer na Prisega Karlu IV. mojstra Teodorika, portreti pa so spet postali jasne podobe.
Približno ob koncu stoletja so se v Burgundiji in Franciji pojavili prvi oljni portreti sodobnih posameznikov, naslikani na majhne lesene table, najprej v profilih, nato v drugih pogledih. Wiltonov diptih iz ca. 1400 je eden od dveh ohranjenih portretov Riharda II. Angleškega, najzgodnejšega angleškega kralja, za katerega imamo sodobne primere.
Ob koncu srednjega veka v 15. stoletju je bilo staronizozemsko slikarstvo ključno za razvoj individualiziranega portreta. Med mojstri so bili Jan van Eyck, Robert Campin in Rogier van der Weyden. Naročeni so bili dokaj majhni portreti na tablah, manj kot polovica naravne velikosti, ne le osebnosti z dvora, ampak tistih, ki so po razmeroma preprosti obleki videti kot premožni meščani. Miniature v iluminiranih rokopisih so vključevale tudi individualizirane portrete, običajno naročnika. Na nabožnih slikah so portrete donatorjev začeli prikazovati kot navzoče ali sodelovati v glavnih prikazanih svetih prizorih, na bolj zasebnih dvornih slikah pa so se subjekti pojavljali celo kot pomembne osebe, kot je Devica Marija.
- Robert Campin (ok. 1375 – 1444), Portret mlade ženske (v paru z možem), 1430–1435. Van der Weydnov slog je temeljil na Campinovem.
- Portret Arnolfinijev, Jan van Eyck, 1434
- Jean Wauquelin predstavlja svoje 'Chroniques de Hainaut' Filipu Dobremu, predstavitvena miniatura Rogierja van der Weydna, 1448
- Rogier van der Weyden, Portret neznane ženske,  ok. 1460
- Eden najzgodnejših samostojnih avtoportretov, Jean Fouquet, ok. 1450

### Renesansa
Deloma zaradi zanimanja za naravni svet in delno zaradi zanimanja za klasične kulture starodavne Grčije in Rima so portreti – tako naslikani kot kiparski – dobili pomembno vlogo v renesančni družbi in cenjeni kot predmeti ter kot upodobitve zemeljskega uspeha in stanja. Slikarstvo je na splošno doseglo novo raven ravnovesja, harmonije in vpogleda, največji umetniki (Leonardo, Michelangelo in Rafael) pa so veljali za "genije", ki so se povzpeli daleč nad status trgovca do cenjenih služabnikov dvora in cerkve.

 Če pesnik pravi, da lahko ljudi podžge z ljubeznijo ...
 slikar ima moč, da stori enako ... 
 v tem, da lahko postavi pred ljubimca
prava podoba tistega, ki je ljubljen,
pogosto ga prisili, da se poljublja in govori z njim.

–Leonardo da Vinci
V tem plodnem obdobju so se razvile številne novosti v različnih oblikah portretiranja. Začela se je tradicija portretne miniature, ki je ostala priljubljena vse do dobe fotografije in se je razvila iz spretnosti slikarjev miniatur v iluminiranih rokopisih. Profilni portreti, ki so jih navdihnili starodavni medaljoni, so bili še posebej priljubljeni v Italiji med letoma 1450 in 1500. Medalje so s svojimi dvostranskimi podobami navdihnile tudi kratkotrajno modo dvostranskih poslikav zgodaj v renesansi. Klasično kiparstvo, kot je Apolon Belvederski, je prav tako vplivalo na izbiro poz, ki so jih uporabljali renesančni portretisti, poze, ki so se nadaljevale v uporabi skozi stoletja.  Leonardova Ginevra de' Benci (ok. 1474–1478) je eden prvih znanih tričetrtinskih portretov v italijanski umetnosti.
Severnoevropski umetniki so prednjačili v realističnih portretih posvetnih subjektov. Večji realizem in detajli severnih umetnikov v 15. stoletju so bili deloma posledica finejših potez čopiča in učinkov, ki so bili možni z oljnimi barvami, medtem ko so italijanski in španski slikarji še vedno uporabljali tempero. Med prvimi slikarji, ki so razvili oljno tehniko, je bil Jan van Eyck. Oljne barve lahko proizvedejo več teksture in stopnje debeline ter jih je mogoče učinkoviteje nanesti v plaste z dodajanjem vedno debelejših plasti eno čez drugo (slikarji poznajo kot »debelo čez tanko«). Poleg tega se oljne barve sušijo počasneje, kar umetniku omogoča enostavno spreminjanje, kot je spreminjanje podrobnosti obraza. Antonello da Messina je bil eden prvih Italijanov, ki je izkoristil prednosti olja. Šolal se je v Belgiji in se okoli leta 1475 naselil v Benetkah ter močno vplival na Giovannija Bellinija in severnoitalijansko šolo. V 16. stoletju je olje kot medij postalo priljubljeno po vsej Evropi, kar je omogočilo bolj razkošne upodobitve oblačil in nakita. Na kakovost slik je vplival tudi prehod z lesa na platno, ki se je začel v Italiji v začetku 16. stoletja in se v naslednjem stoletju razširil v severno Evropo. Platno je bolj odporno proti razpokam kot les, bolje zadržuje pigmente in zahteva manj priprave, vendar je bilo sprva veliko manj kot les.
Severni Evropejci so že zgodaj opustili profil in začeli izdelovati portrete realističnega volumna in perspektive. Na Nizozemskem je bil Jan van Eyck vodilni portretist. Portret Arnolfinijev (1434, Narodna galerija, London) je mejnik zahodne umetnosti, zgodnji primer portreta para v polni velikosti, vrhunsko naslikan v bogatih barvah in izvrstnih podrobnostih. Toda enako pomembno je, da prikazuje novo razvito tehniko oljnega slikanja, ki jo je uvedel van Eyck in ki je revolucionirala umetnost in se razširila po vsej Evropi.
Vodilni nemški portretisti, vključno z Lucasom Cranachom, Albrechtom Dürerjem in Hansom Holbeinom mlajšim, ki so vsi obvladali tehniko slikanja z oljem. Cranach je bil eden prvih umetnikov, ki je slikal po naročilu v naravni velikosti, kar je od takrat naprej priljubljena tradicija. V tistem času Anglija ni imela portretistov prvega ranga in po umetnikih, kot je Holbein, so povpraševali angleški meceni. Njegova slika sira Thomasa Morea (1527), njegovega prvega pomembnega pokrovitelja v Angliji, ima skoraj realistično fotografijo. Holbein je velik uspeh dosegel s slikanjem kraljeve družine, vključno s Henrikom VIII. Dürer je bil izjemen risar in eden prvih večjih umetnikov, ki je naredil niz avtoportretov, vključno s slikanjem v celoten obraz. Svoj avtoportret (kot opazovalca) je postavil tudi na več svojih religioznih slik. Dürer je začel izdelovati avtoportrete pri trinajstih letih. Kasneje je Rembrandt razširil to tradicijo.
V Italiji je Masaccio vodil pot pri modernizaciji freske s sprejetjem bolj realistične perspektive. Filippo Lippi je utrl pot razvoju ostrejših obrisov in vijugastih linij, njegov učenec Rafael pa je v naslednjih desetletjih s svojimi monumentalnimi stenskimi slikami dvignil realizem v Italiji na veliko višjo raven. V tem času je postal popularen zaročni portret, posebna posebnost Lorenza Lotta. V zgodnji renesansi so bile portretne slike na splošno majhne in včasih pokrite z zaščitnimi pokrovi, zgibnimi ali drsnimi.
V času renesanse sta zlasti florentinsko in milansko plemstvo želela bolj realistične predstavitve samega sebe. Izziv ustvarjanja prepričljivih polnih in tričetrtinskih pogledov je spodbudil eksperimentiranje in inovativnost. Sandro Botticelli, Piero della Francesca, Domenico Ghirlandaio, Lorenzo di Credi in Leonardo da Vinci ter drugi umetniki so ustrezno razširili svojo tehniko in tradicionalnim verskim in klasičnim temam dodali portretiranje. Leonardo in Pisanello sta bila med prvimi italijanskimi umetniki, ki sta svojim posvetnim portretom dodala alegorične simbole.
Eden najbolj znanih portretov v zahodnem svetu je slika Leonarda da Vincija z naslovom Mona Lisa, imenovana po Lisi del Giocondo, članici družine Gherardini iz Firenc in Toskane ter ženi bogatega trgovca s svilo Francesca del Giocondo. Slavni »nasmeh Mona Lise« je odličen primer uporabe subtilne asimetrije na obrazu. Leonardo v svojih zvezkih svetuje o lastnostih svetlobe v portretnem slikarstvu:
{{quote|Zelo visoka stopnja miline v svetlobi in senci je dodana obrazom tistih, ki sedijo na vratih prostorov, ki so temni, kjer oči opazovalca vidijo zasenčen del obraza, zakrit s sencami prostora, in glej osvetljeni del obraza z večjim sijajem, ki mu ga daje zrak. S tem povečanjem senc in svetlobe obraz dobi večjo olajšavo. </quote>
Leonardo je bil Verrocchiov učenec. Ko je postal član slikarskega ceha, je začel sprejemati neodvisna naročila. Zaradi njegovih širokih interesov in v skladu z njegovim znanstvenim umom je njegov opus risb in preliminarnih študij ogromen, čeprav je njegov končni umetniški opus razmeroma majhen. Med njegovimi drugimi nepozabnimi portreti so bili portreti plemkinj Ginevra de' Benci in Cecilie Gallerani.
Rafaelovi ohranjeni portreti po naročilu so veliko številčnejši od Leonardovih in prikazujejo več različnih postav, osvetlitve in tehnike. Rafaelov veliki dosežek je bil namesto ustvarjanja revolucionarnih inovacij krepitev in prečiščevanje razvijajočih se tokov renesančne umetnosti. Posebej vešč je bil pri skupinskem portretu. Njegova mojstrovina Atenska šola je ena najpomembnejših skupinskih fresk, ki vsebuje podobe Leonarda, Michelangela, Bramanteja in samega Rafaela v podobi starodavnih filozofov. To ni bil prvi skupinski portret umetnikov. Desetletja prej je Paolo Uccello naslikal skupinski portret, med katerim so bili Giotto, Donatello, Antonio Manetti in Brunelleschi. Ko je postal priljubljen, je Rafael postal najljubši portretist papežev. Medtem ko so številni renesančni umetniki vneto sprejemali naročila za portrete, jih je nekaj umetnikov zavrnilo, predvsem Rafaelov tekmec Michelangelo, ki je namesto tega prevzel velika naročila Sikstinske kapele.
V Benetkah sta okoli leta 1500 v portretnem slikarstvu prevladovala Gentile Bellini in Giovanni Bellini. Dobila sta najvišja naročila vodilnih državnih uradnikov. Bellinijev portret doža Loredana velja za enega najboljših portretov renesanse in spretno prikazuje umetnikovo obvladovanje na novo prispelih tehnik oljnega slikarstva. Bellini je tudi eden prvih umetnikov v Evropi, ki je podpisal svoja dela, čeprav je z njimi redko hodil. Kasneje v 16. stoletju je Tizian prevzel približno enako vlogo, zlasti z razširitvijo različnih postav in sedenja svojih kraljevih podanikov. Tizian je bil morda prvi veliki otroški portretist. Po Tizianu sta Tintoretto in Paolo Veronese postala vodilna beneška umetnika, ki sta pripomogla k prehodu v italijanski manierizem. Manieristi so prispevali številne izjemne portrete, ki so poudarjali materialno bogastvo in elegantno zapletene poze, kot v delih Agnola Bronzina in Jacopa da Pontorma. Bronzino je zaslovel z upodobitvijo družine Medici. Njegov drzen portret Cosima I. Medičejskega prikazuje strogega vladarja v oklepu s previdnim očesom, uprtim skrajno desno, kar je v ostrem kontrastu z večino kraljevih slik, ki svoje varuhe prikazujejo kot prijazne suverene. El Greco, ki se je dvanajst let učil v Benetkah, je šel po prihodu v Španijo v bolj skrajno smer in je poudaril svojo »notranjo vizijo« varuha do te mere, da je zmanjšal realnost fizičnega videza. Ena najboljših portretistk Italije 16. stoletja je bila Sofonisba Anguissola iz Cremone, ki je svojim individualnim in skupinskim portretom vdahnila nove ravni kompleksnosti.
Dvorno portretiranje v Franciji se je začelo, ko je flamski umetnik Jean Clouet okoli leta 1525 naslikal svojo razkošno podobo Franca I. Francoskega. Kralj Franc je bil velik pokrovitelj umetnikov in zbiralec umetnin, ki je povabil Leonarda da Vincija živet v Francijo v njegovih poznih letih. Mona Lisa je ostala v Franciji, potem ko je tam umrl Leonardo.
- Pisanello, morda Ginevra d'Este, ok. 1440
- Portret mladeniča, Sandro Botticelli, ok. 1483.  Zgodnja italijanska poza s polnim obrazom.
- Morda Rafael, ok. 1518, Isabel de Requesens. Slog in format visoke renesanse sta močno vplivala na kasnejše velike portrete.
- Christiane von Eulenau Lucasa Cranacha starejšega, 1534
- Lucrezia Panciatichi, delo Agnola Bronzina, 1540
- Papež Pavel III. in njegov vnuk, Tizian, 1546
- Maarten van Heemskerck (1498–1574), družina Pietra Jana Foppesza, pred ok. 1532, velja za prvi družinski portret v nizozemskem portretu[35]
- Konjenioški portret Karla V., Tizian, 1548, temeljni konjeniški portret
- Armadni portret Elizabete I. Angleške, ok. 1588. Stiliziran portret Elizabete I. Angleške je bil edinstven v Evropi.
- Portret kardinala, verjetno Fernando Niño de Guevara, El Greco, ok. 1600

### Barok in rokoko
V obdobju baroka in rokokoja (17. oziroma 18. stoletje) so portreti postali še pomembnejši zapis statusa in položaja. V družbi, v kateri so vedno bolj prevladovali posvetni voditelji na močnih dvorih, so bile podobe razkošno oblečenih osebnosti sredstvo za potrditev avtoritete pomembnih posameznikov. Flamska slikarja sir Anthonis van Dyck in Peter Paul Rubens sta blestela v tovrstnem portretiranju, medtem ko je Jan Vermeer izdeloval portrete predvsem srednjega sloja, pri delu in igri v zaprtih prostorih. Rubensov portret njega in njegove prve žene (1609) v poročni obleki je virtuozen primer portreta para. Rubensova slava je segala onkraj njegove umetnosti - bil je dvorjan, diplomat, zbiratelj umetnin in uspešen poslovnež. Njegov atelje je bil eden najobsežnejših tistega časa, saj je poleg portretiranja zaposloval strokovnjake za tihožitja, krajino, živalske in žanrske prizore. Van Dyck je tam delal dve leti. Karel I. Angleški je najprej zaposlil Rubensa, nato pa uvozil van Dycka kot svojega dvornega slikarja, ga povzdignil v viteza in mu podelil dvorni status. Van Dyck ni prilagodil le Rubensovih proizvodnih metod in poslovnih veščin, ampak tudi njegove elegantne manire in videz. Kot je bilo zapisano, »je bil vedno veličastno oblečen, imel je številno in galantno opremo in je imel tako plemenito mizo v svojem stanovanju, da le redki princi niso bili bolj obiskani ali bolje postreženi.« V Franciji je Hyacinthe Rigaud prevladoval na skoraj enak način, kot izjemen kronist kraljeve družine, ki je slikal portrete petih francoskih kraljev.
Ena od novosti baročne umetnosti je bilo izboljšano upodabljanje obrazne mimike, ki je spremljala različna čustva. Zlasti nizozemski slikar Rembrandt je raziskoval številne izraze človeškega obraza, še posebej kot eden najpomembnejših avtoportretistov (ki jih je v življenju naslikal več kot 60). To zanimanje za človeški obraz je spodbudilo tudi nastanek prvih karikatur, ki so jih pripisali Accademia degli Incamminati, ki so jo vodili slikarji iz družine Carracci v poznem 16. stoletju v Bologni v Italiji.
Skupinski portreti so bili v času baroka izdelani v velikem številu, zlasti na Nizozemskem. Za razliko od preostale Evrope nizozemski umetniki niso prejeli naročil od kalvinistične cerkve, ki je prepovedovala tovrstne podobe ali od aristokracije, ki je tako rekoč ni bilo. Namesto tega so naročila prihajala od civilnih in poslovnih združenj. Nizozemski slikar Frans Hals je s tekočimi potezami čopiča živih barv poživil svoje skupinske portrete, vključno s portreti civilne garde, ki ji je pripadal. Rembrandtu so takšna naročila in splošno spoštovanje umetnosti s strani meščanskih naročnikov, ki so podpirali portretiranje, pa tudi tihožitja in krajinsko slikanje, zelo koristili. Poleg tega so v tistem času na Nizozemskem cveteli prvi pomembni trgi umetnin in trgovcev.
Zaradi velikega povpraševanja je Rembrandt lahko eksperimentiral z nekonvencionalno kompozicijo in tehniko, kot je chiaroscúro. Te inovacije, ki so jih uvedli italijanski mojstri, kot je Caravaggio, je pokazal predvsem v svoji znameniti sliki Nočna straža (1642). Anatomija dr. Tulpa (1632) je še en odličen primer Rembrandtovega mojstrstva skupinskega slikanja, v katerem truplo oblije z močno svetlobo, da bi pritegnil pozornost v središče slike, medtem ko se oblačila in ozadje zlijejo v črno, zaradi česar obrazi kirurga in študentov izstopajo. To je tudi prva slika, ki jo je Rembrandt podpisal s svojim polnim imenom.
V Španiji je Diego Velázquez naslikal Las meninas (1656), enega najbolj znanih in zagonetnih skupinskih portretov vseh časov. Upodablja umetnika in otroke španske kraljeve družine, očitno pa sta skrbnika kraljevi par, ki ju vidimo le kot odsev v ogledalu. Velázquez, ki je začel predvsem kot žanrski slikar, je hitro zaslovel kot dvorni slikar Filipa IV., ki se je odlikoval v umetnosti portretiranja, zlasti pri razširitvi kompleksnosti skupinskih portretov.
Rokokojski umetniki, ki jih je zanimala predvsem bogata in zapletena ornamentika, so bili mojstri prefinjenega portreta. Njihova pozornost do detajlov oblačenja in teksture je povečala učinkovitost portretov kot dokazov svetovnega bogastva, kar dokazujejo znameniti portreti Madame de Pompadour Françoisa Boucherja, oblečene v valovite svilene obleke.
Prva večja domorodna portretna slikarja britanske šole sta bila angleška slikarja Thomas Gainsborough in sir Joshua Reynolds, ki sta se prav tako specializirala za oblačila svojih predmetov na vpadljiv način. Gainsboroughov Modri deček je eden najbolj znanih in priznanih portretov vseh časov, naslikan z zelo dolgimi čopiči in tanko oljno barvo, da bi dosegel svetleč učinek modrega kostuma. Gainsborough je bil znan tudi po dovršenih nastavitvah ozadja svojih predmetov.
Britanska umetnika sta imela nasprotna mnenja o uporabi pomočnikov. Reynolds jih je redno zaposloval (včasih je sam naredil samo 20 odstotkov slike), Gainsborough pa le redko. Včasih je naročnik od umetnika izvabil obljubo, kot je sir Richard Newdegate naredil od portretista Petra Lelyja (van Dyckovega naslednika v Angliji), ki je obljubil, da bo portret »od začetka do konca narisan z mojimi rokami«. V nasprotju z natančnostjo, ki so jo uporabljali flamski mojstri, je Reynolds povzel svoj pristop k portretiranju z izjavo, da je »milost in, lahko dodamo, podobnost, sestavljena bolj iz splošnega vzdušja kot iz opazovanja natančne podobnosti vsaka značilnost.« V Angliji je bil pomemben tudi William Hogarth, ki si je drznil nasprotovati običajnim metodam z vnosom humorja v svoje portrete. Njegov Avtoportret z mopsom je očitno bolj šaljiv pogled na njegovega hišnega ljubljenčka kot samozadovoljna slika.
V 18. stoletju so slikarke pridobile nov pomen, zlasti na področju portretiranja. Pomembne umetnice so francoska slikarka Élisabeth Vigée-Lebrun, italijanska pastelna umetnica Rosalba Carriera in švicarska umetnica Angelica Kauffman. Tudi v tem stoletju, pred izumom fotografije, so bili zelo cenjeni miniaturni portreti, naslikani z neverjetno natančnostjo in pogosto obdani z zlatimi ali emajliranimi medaljoni.
V Združenih državah Amerike je John Singleton Copley, šolan v prefinjeni britanski maniri, postal vodilni slikar portretov v polni velikosti in miniatur, pri čemer sta bili še posebej cenjeni njegovi hiper-realistični sliki Samuela Adamsa in Paula Revera. Copley je znan tudi po svojih prizadevanjih za združitev portretiranja z akademsko bolj cenjeno umetnostjo zgodovinskega slikanja, kar je poskusil s svojimi skupinskimi portreti znanih vojakov. Enako znan je bil Gilbert Stuart, ki je naslikal več kot 1000 portretov in je bil še posebej znan po svojem predsedniškem portretu. Stuart je naslikal več kot 100 replik Georgea Washingtona. Stuart je delal hitro in uporabljal mehkejše, manj podrobne poteze s čopičem kot Copley, da bi ujel bistvo svojih motivov. Včasih je naredil več različic za stranko, portretirancu pa je omogočil, da izbere svojo najljubšo. Stuart, znan po svojih rožnatih odtenkih lic, je zapisal: »meso ni kot nobena druga snov pod nebom. Ima vso veselost trgovske trgovine s svilo brez bleščečega sijaja in vso mehkobo starega mahagonija brez njegove žalosti«. Drugi vidni ameriški portretisti kolonialne dobe so bili John Smibert, Thomas Sully, Ralph Earl, John Trumbull, Benjamin West, Robert Feke, James Peale, Charles Willson Peale in Rembrandt Peale.
- Filip IV. v rjavi in srebrni barvi, Diego Velázquez, 1632
- Sir Kenelm Digby, Anthonis van Dyck, ok. 1640
- Rembrandt, Portret Jana Sixa, 1654
- Pastel Madame de Pompadour, Maurice Quentin de La Tour, sreda 18. stoletja
- Thomas Kerrich (1748-1828), Pompeo Batoni
- John Durand, Otroci Rapalje, 1768, New-York Historical Society, New York
- John Singleton Copley, Paul Revere, 1770

### 19. stoletje
V poznem 18. in zgodnjem 19. stoletju so neoklasicistični umetniki nadaljevali tradicijo upodabljanja predmetov v najnovejši modi, ki je za ženske takrat pomenila prozorne obleke, ki izhajajo iz starogrških in rimskih slogov oblačil. Umetniki so z usmerjeno svetlobo definirali teksturo in preprosto okroglost obrazov in udov. Francoska slikarja Jacques-Louis David in Jean Auguste Dominique Ingres sta pokazala virtuoznost v tej tehniki, podobni risarju, pa tudi ostro oko za značaj. Ingres, Davidov študent, je znan po svojih portretih, na katerih je ogledalo naslikano za subjektom, da simulira pogled od zadaj na subjekt. Njegov portret Napoleona na njegovem cesarskem prestolu je tour de force kraljevskega portretiranja.
Romantični umetniki, ki so delovali v prvi polovici 19. stoletja, so slikali portrete navdihujočih voditeljev, lepih žensk in vznemirjenih subjektov z živahnimi potezami čopiča in dramatično, včasih muhasto svetlobo. Francoska umetnika Eugène Delacroix in Théodore Géricault sta slikala posebno lepe portrete te vrste, še posebej drzne konjenike. Pomemben primer umetnika romantičnega obdobja na Poljskem, ki se je ukvarjal s portretom jezdeca, je bil Piotr Michałowski (1800–1855). Omeniti velja tudi Géricaultovo serijo portretov duševnih bolnikov (1822–1824). Španski slikar Francisco de Goya je naslikal nekaj najbolj iskajočih in provokativnih podob tega obdobja, vključno z La maja desnuda (okoli 1797–1800), pa tudi znamenite dvorne portrete Karla IV.
Umetniki realizma 19. stoletja, kot je Gustave Courbet, so ustvarjali objektivne portrete ljudi nižjega in srednjega razreda. Kot dokaz svoje romantike je Courbet naslikal več avtoportretov, ki ga prikazujejo v različnih razpoloženjih in izrazih. Drugi francoski realisti so Honoré Daumier, ki je izdelal številne karikature svojih sodobnikov. Henri de Toulouse-Lautrec je zapisal nekatere slavne izvajalce tega gledališča, vključno z Jane Avril, in jih ujel v gibanju. Francoski slikar Édouard Manet je bil pomemben prehodni umetnik, katerega delo lebdi med realizmom in impresionizmom. Bil je portretist izjemnega vpogleda in tehnike, njegova slika Stéphana Mallarméja pa je dober primer njegovega prehodnega sloga. Njegov sodobnik Edgar Degas je bil predvsem realist in njegova slika Portret družine Bellelli je pronicljiva upodobitev nesrečne družine in eden njegovih najboljših portretov.
V Ameriki je Thomas Eakins kraljeval kot glavni portretni slikar, ki je realizem dvignil na novo raven odkritosti, zlasti s svojima dvema portretoma kirurgov pri delu, pa tudi portretov športnikov in glasbenikov v akciji. V mnogih portretih, kot je Portret gospe Edith Mahon, Eakins pogumno prenaša nelaskava čustva žalosti in melanholije. 
Realisti so se do leta 1870 večinoma umaknili impresionistom. Deloma zaradi svojih skromnih dohodkov so se številni impresionisti zanašali na družino in prijatelje, ki so jim bili modeli in slikali intimne skupine in posamezne figure na prostem ali v svetlobnih notranjih prostorih. Impresionistični portreti, znani po svetlikajočih se površinah in bogatih madežih barve, so pogosto razorožujoče intimni in privlačni. Francoska slikarja Claude Monet in Pierre-Auguste Renoir sta ustvarila nekaj najbolj priljubljenih podob posameznih oseb in skupin. Ameriška umetnica Mary Cassatt, ki se je izobraževala in delala v Franciji, je še danes priljubljena zaradi svojih angažiranih slik mater in otrok, tako kot Renoir. Paul Gauguin in Vincent van Gogh, oba postimpresionista, sta slikala razkrivajoče portrete ljudi, ki sta jih poznala, ki so se vrtinčili v barvah, a ne nujno laskavi. Enako, če ne še bolj, so slavljeni zaradi svojih močnih avtoportretov.
Tudi John Singer Sargent je zajel spremembo stoletja, vendar je zavračal očiten impresionizem in postimpresionizem. Bil je najuspešnejši portretist svoje dobe, ki je uporabljal večinoma realistično tehniko, pogosto prežeto z briljantno uporabo barv. Enako spreten je bil tako pri individualnih kot pri skupinskih portretih, zlasti pri portretih višjih slojev. Sargent se je rodil v Firencah v Italiji ameriškim staršem. Študiral je v Italiji in Nemčiji ter v Parizu. Velja za zadnjega pomembnega predstavnika britanske portretne tradicije, začenši z van Dyckom. Še en pomemben ameriški portretist, ki se je izobraževal v tujini, je bil William Merritt Chase. Ameriška družbena slikarka Cecilia Beaux, imenovana ženska Sargent, se je rodila francoskemu očetu, študirala v tujini in dosegla uspeh doma, pri čemer se je držala tradicionalnih metod. Drug portretist, ki ga primerjajo s Sargentom zaradi njegove bujne tehnike, je bil v Italiji rojeni pariški umetnik Giovanni Boldini, prijatelj Degasa in Whistlerja.
V Ameriki rojeni internacionalist James McNeill Whistler je bil dobro povezan z evropskimi umetniki in je naslikal tudi nekaj izjemnih portretov, najbolj znan njegov Aranžma v sivi in črni barvi, Umetnikova mati (1871), znan tudi kot Whistlerjeva mati. Tudi s svojimi portreti, tako kot s svojimi tonskimi krajinami, je Whistler želel, da se njegovi gledalci osredotočijo na harmonično razporeditev oblike in barve v njegovih slikah. Whistler je za ustvarjanje želenih učinkov uporabil umirjeno paleto, s poudarkom na barvnem ravnovesju in mehkih tonih. Kot je dejal, »tako kot je glasba poezija zvoka, je tudi slikanje poezija pogleda in tema nima nič opraviti s harmonijo zvoka ali barve«. Oblika in barva sta bili prav tako osrednji Cézanneovih portretov, medtem ko v portretih Andréja Deraina in Henrija Matissa prevladujeta še bolj ekstremna barva in tehnika potez s čopičem.
Razvoj fotografije v 19. stoletju je pomembno vplival na portretiranje, saj je izpodrinila prejšnjo camero obscuro, ki je bila prej tudi uporabljena kot pripomoček pri slikanju. Številni modernisti so se zgrinjali v fotografske studie, da bi naredili svoje portrete, vključno z Baudelairom, ki je, čeprav je fotografijo razglasil za »sovražnika umetnosti«, ugotovil, da ga privlači odkritost in moč fotografije. S poceni alternativo je fotografija izpodrinila večino najnižje ravni portretnega slikarstva. Nekateri realistični umetniki, kot sta Thomas Eakins in Edgar Degas, so bili navdušeni nad fotografijo s kamero in ugotovili, da je koristna pomoč pri kompoziciji. Od impresionistov naprej so slikarji portretov našli nešteto načinov za reinterpretacijo portreta, da bi učinkovito tekmovali s fotografijo. Sargent in Whistler sta bila med tistimi, ki so bili spodbujeni, da razširijo svojo tehniko, da bi ustvarili učinke, ki jih kamera ni mogla zajeti.
- Francisco de Goya, Družina Karla IV., 1800–1801
- Jean Auguste Dominique Ingres, Napoleon I. na cesarskem prestolu, 1806, Musée de l'Armée, Paris
- Jacques-Louis David, Cesar Napoleon v svojem studiu v Tuilerijah (1812), National Gallery of Art, Washington, D. C.
- Gustave Courbet, Portret Charlesa Baudelaira, 1848
- Pierre-Auguste Renoir, Portret Alfreda Sisleyja, 1868
- James McNeill Whistler, Aranžma v sivi in črni barvi: Umetnikova mati (1871), popularno znan kot Whistlerjeva mati
- Pedro Américo, Prestolni govor. Portret brazilskega Pedra II. ob otvoritvi generalne skupščine, 1872, Brazilski cesarski muzej, Petrópolis
- Edgar Degas, Portret Miss Cassatt, sedi, drži karte, 1876-1878
- John Singer Sargent, Portret Roberta Louisa Stevensona, 1887
- Paul Gauguin, Slikar sončnic, Portret Vincenta van Gogha, 1888
- Vincent van Gogh, Portret doktorja Gacheta, (prva verzija), 1890

### 20. stoletje
Tudi drugi umetniki zgodnjega 20. stoletja so širili repertoar portretiranja v nove smeri. Fauvistični umetnik Henri Matisse je ustvaril močne portrete z uporabo nenaturalističnih, celo kričečih barv za tone kože. Cézanne se je v svojih portretih zanašal na zelo poenostavljene oblike, izogibal se je podrobnostim, medtem ko je poudarjal barvne jukstapozicije. Edinstven slog Avstrijca Gustava Klimta je na njegove nepozabne portrete nanašal bizantinske motive in zlato barvo. Njegov učenec Oskar Kokoschka je bil pomemben portretist dunajskega višjega razreda. Plodovit španski umetnik Pablo Picasso je naslikal številne portrete, vključno z več kubističnimi upodobitvami svojih ljubic, v katerih je podoba subjekta močno popačena, da bi dosegel čustveno izjavo, ki presega meje običajne karikature. Izjemna portretistka preloma 20. stoletja, povezana s francoskim impresionizmom, je bila Olga Boznańska (1865–1940). Ekspresionistični slikarji so ponudili nekaj najbolj srhljivih in prepričljivih psiholoških študij, kar jih je bilo kdaj ustvarjenih. Nemški umetniki, kot sta Otto Dix in Max Beckmann, so ustvarili pomembne primere ekspresionističnega portretiranja. Beckmann je bil plodovit avtoportretist, ustvaril jih je najmanj sedemindvajset. Amedeo Modigliani je naslikal številne portrete v svojem podolgovatem slogu, ki je omalovaževal »notranjo osebo« v korist strogih študij oblike in barve. Da bi to pomagal doseči, je zmanjšal poudarek običajno izrazitih oči in obrvi do črnih rež in preprostih lokov.
Britansko umetnost so predstavljali vorticisti, ki so v zgodnjem delu 20. stoletja naslikali nekaj pomembnih portretov. Dadaistični slikar Francis Picabia je na svoj edinstven način izdelal številne portrete. Poleg tega so portreti Tamare de Lempicke uspešno ujeli obdobje art décoja z njenimi poenostavljenimi oblinami, bogatimi barvami in ostrimi koti. V Ameriki sta bila Robert Henri in George Bellows odlična portretista 1920-ih in 1930-ih let ameriške realistične šole. Max Ernst je ustvaril primer sodobnega kolegialnega portreta s svojo sliko iz leta 1922 Vsi prijatelji skupaj.
Pomemben prispevek k razvoju portretnega slikarstva 1930–2000 so prispevali ruski umetniki, ki so večinoma delali v tradiciji realističnega in figurativnega slikarstva. Med njimi je treba imenovati Isaaka Brodskega, Nikolaja Fechina, Abrama Arkhipova in druge.
Portretna produkcija v Evropi (razen Rusije) in Ameriki je v 1940-ih in 1950-ih na splošno upadla, kar je posledica vse večjega zanimanja za abstrakcijo in nefigurativno umetnost. Ena izjema pa je bil Andrew Wyeth, ki se je razvil v vodilnega ameriškega realističnega portretista. Pri Wyethu je realizem, čeprav očiten, drugotnega pomena glede na tonske lastnosti in razpoloženje njegovih slik. To primerno dokazuje njegova znamenita serija slik, znana kot slike Helga, največja skupina portretov ene osebe katerega koli velikega umetnika (247 študij njegove sosede Helge Testorf, oblečene in gole, v različnih okoljih, naslikanih med obdobje 1971–1985).
V 1960-ih in 1970-ih je prišlo do oživitve portretiranja. Angleški umetniki, kot sta Lucian Freud (vnuk Sigmunda Freuda) in Francis Bacon, so ustvarili mogočne slike. Baconovi portreti so znani po svoji nočni mori. Maja 2008 je bil Freudov portret Benefits Supervisor Sleeping iz leta 1995 prodan na dražbi Christie's v New Yorku za 33,6 milijona dolarjev, kar je postavilo svetovni rekord v prodajni vrednosti slike živečega umetnika.
Številni sodobni ameriški umetniki, kot so Andy Warhol, Alex Katz in Chuck Close, so postavili človeški obraz v središče svojih del.
Warhol je bil eden najplodnejših portretistov 20. stoletja. Warholova slika Orange Shot Marilyn, Marilyn Monroe je ikoničen zgodnji primer njegovega dela iz 1960-ih, Orange Prince (1984) pop pevca Princea pa poznejši primer, obe prikazujeta Warholov edinstven grafični stil portretiranja.
Closeova posebnost so bili ogromni, hiperrealistični portreti »glav« v velikosti stene, ki so temeljili na fotografskih podobah. Jamie Wyeth nadaljuje realistično tradicijo svojega očeta Andrewa in ustvarja slavne portrete, katerih teme segajo od predsednikov do prašičev.
- Olga Boznańska, Avtoportret, 1906, Narodni muzej v Varšavi
- Umberto Boccioni, Avtoportret, 1906
- Gustav Klimt, Portret Adele Bloch-Bauer I, 1907
- Juan Gris, Portret  Pablo Picasso, 1912
- Amedeo Modigliani, Portret  Chaïm Soutine, 1916
- Boris Grigoriev, Portret Vsevoloda Meyerholda, 1916
- Boris Kustodiev, Kapitsa in Semyonov, 1921